# Тожим
Тожим (пол. Torzym, нем. Sternberg) — город в Польше, входит в Любушское воеводство, Суленцинский повят. Имеет статус городско-сельской гмины. Занимает площадь 9,11 км². Население — 2466 человек (на 2004 год).

## Галерея

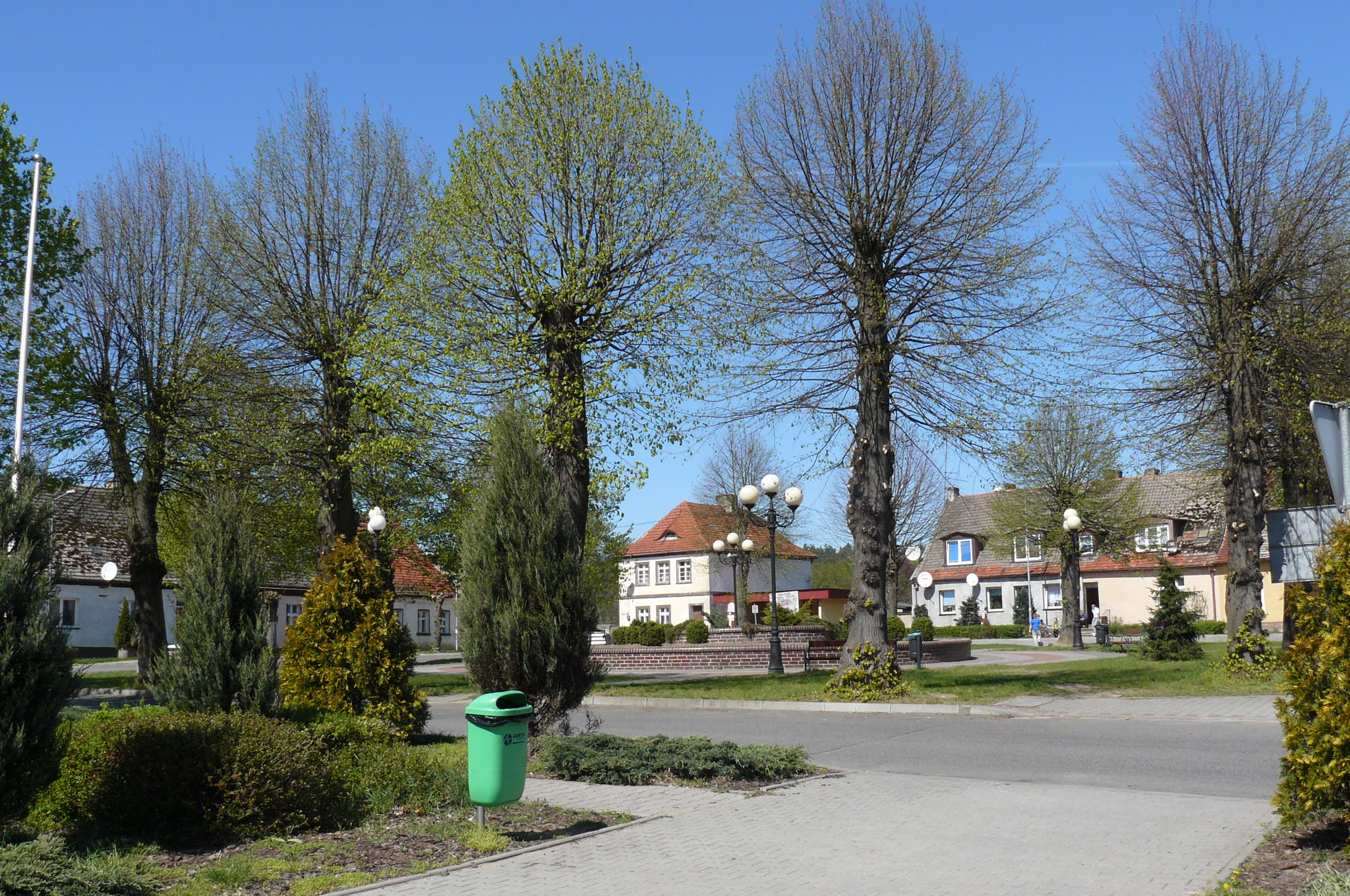
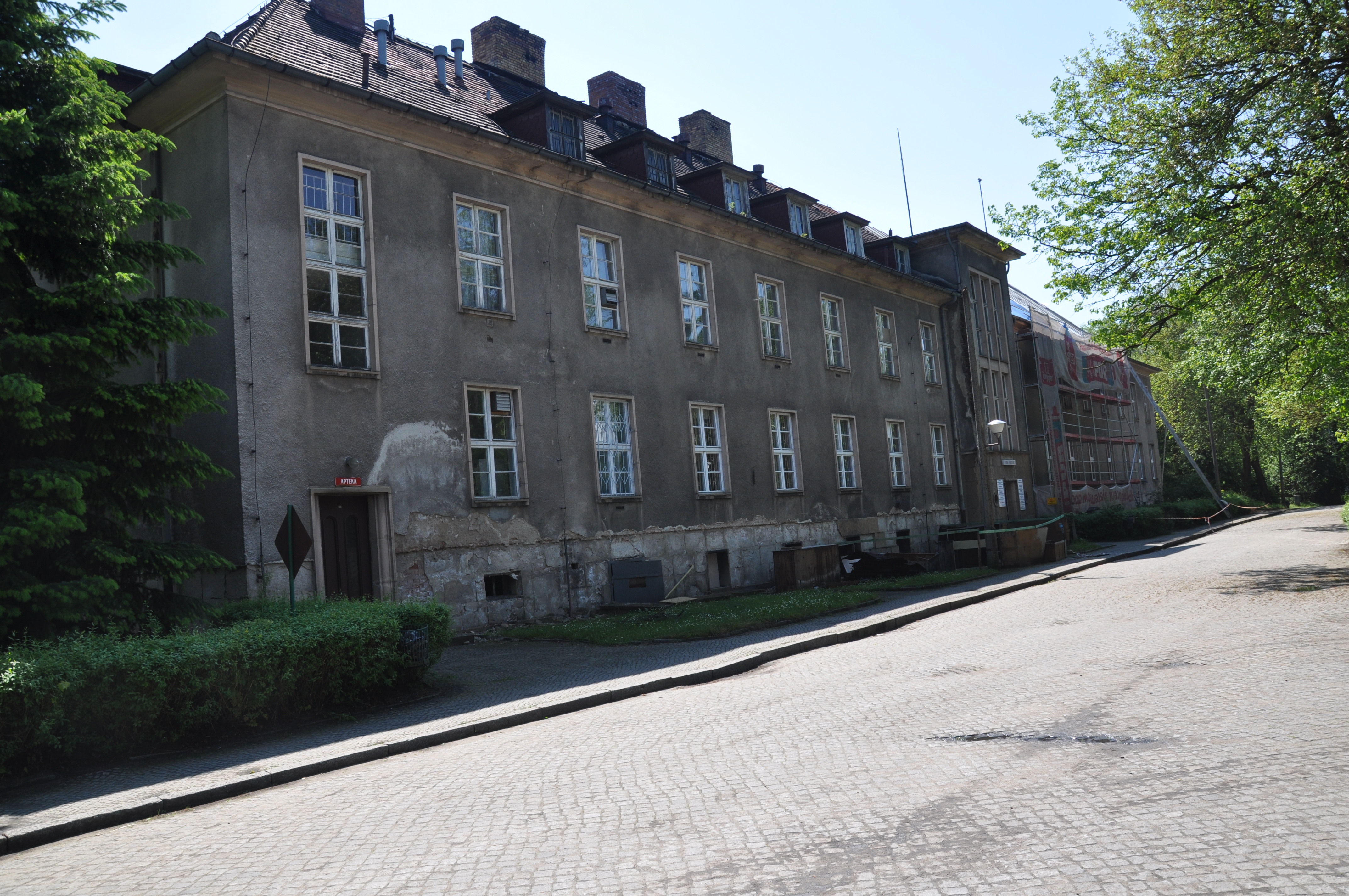
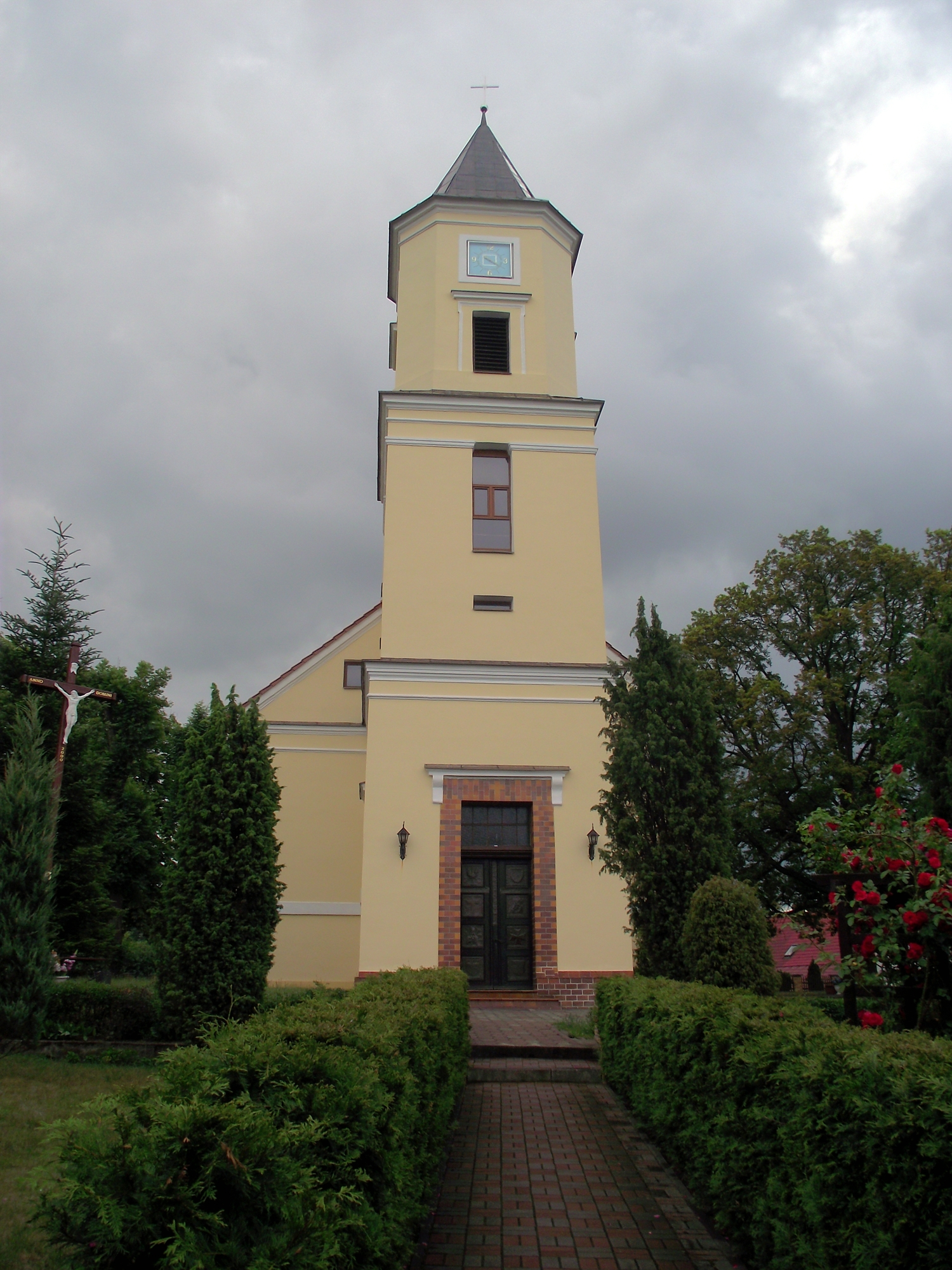